# 荫山征彦
蔭山征彥（1975年10月16日—），在台灣發展的日籍演員。

## 作品

### 電影 / 電視長篇
| 上映年份 | 產地          | 電影名稱       | 飾演           | 導演     |
| 2005年   | 臺灣 · 日本   | 寧靜夏日       | 岡本           | 藤田修平 |
| 2005年   | 臺灣          | 經過           | 島英一郎       | 鄭文堂   |
| 2008年   | 臺灣          | 海角七號       | 旁白           | 魏德聖   |
| 2008年   | 臺灣          | 牆之魘         | 木村           | 林志儒   |
| 2010年   | 臺灣          | 一個夜晚       | 阿隆           | 游智煒   |
| 2010年   | 臺灣          | 愛你一萬年     | 前男友民夫     | 北村豐晴 |
| 2011年   | 臺灣          | 黑貓大旅社     | 淺野信         | 徐麗雯   |
| 2011年   | 臺灣          | 賽德克巴萊     | 菊川督學       | 魏德聖   |
| 2011年   | 臺灣          | 不一樣的月光   | 老師           | 陳潔瑤   |
| 2012年   | 香港          | 第六誡         | Louis          | 陳翊恆   |
| 2012年   | 臺灣          | 手機裡的眼淚   | 林昌宏         | 張世豪   |
| 2014年   | 臺灣          | 南風           | 表演指導兼演員 | 荻生田   |
| 2014年   | 臺灣          | KANO           | 表演指導兼演員 | 馬志翔   |
| 2015年   | 臺灣          | 念念           | 帥哥           | 張艾嘉   |
| 2017年   | 中国          | 青禾男高       | 松井           | 蔣卓原   |
| 2018年   | 臺灣 · 英格兰 | 親愛的卵男日記 | 渡邊智久       | 謝光誠   |

### 連續劇
| 年份   | 產地 | 劇名                   | 飾演           | 導演       |
| 2004年 | 臺灣 | 寒夜續曲               | 增田少尉       | 鄭文堂     |
| 2006年 | 臺灣 | 幸福派出所             | 雅也           | 林志儒     |
| 2009年 | 臺灣 | 痞子英雄               | 阿得(臥底警察) | 蔡岳勳     |
| 2011年 | 日本 | カルテット             | 西田           | 西海謙一郎 |
| 2012年 | 臺灣 | 小站                   | 柯柯的爺爺     | 游智煒     |
| 2014年 | 臺灣 | 徵婚啟事               | 真田           | 連奕琦     |
| 2014年 | 中国 | 幸福計畫               | 王鵬           | 千村利光   |
| 2016年 | 日本 | マジすか学園           | 李             | 大谷太郎   |
| 2019年 | 臺灣 | 日據時代的十種生存法則 | 本田秀夫       | 林宏杰     |
| 2022年 | 臺灣 | 姊妹們，上             |                | 林志儒     |

### 短片
| 年份   | 劇名           | 飾演      | 導演   |
| 2010年 | 歸來           | 西田      | 林志儒 |
| 2010年 | 錯過的美麗時光 | 張仁      | 周鋸宏 |
| 2011年 | 安安的夏天     | 樂團主唱X | 羅偉恩 |
| 2012年 | 長髮的假面     | 張老師    | 游智煒 |
| 2012年 | 南國日和       | 敏夫      | 陳文彬 |

### 廣告
- 2015/2016 TOYOTA 微電影《媽媽的戰車》台灣
- 2015 遠傳電信「愛．喜嗲鹿」愛‧如影隨形系列 前導、第二集
- 2016 阿里山觀光局微電影「遇見阿里山」
- 2015 TOYOTA微電影《媽媽的戰車》台灣
- 2016 TOYOTA大故事家《做月子篇》
- 2016 虎牌TIGER 微電影《兩隻老虎篇》
- 2017 福樂鈣多多牛奶《加油篇》
- 2017 五月花廣告《爸爸是發明家》
- 2018 潤泰代官山-因為敢夢，所以出眾《設計師篇》
- 2020 歐派櫥櫃公益片《愛情的不在場證明》
- 2021 全聯福利中心 OFF COFFEE《媽媽的黑洞 Black Hole》

### 執導作品

#### 廣告
- 2020 國泰人壽【人生向前 有您領跑】教師節篇

### 編劇作品
- 2015《念念》張艾嘉 導演

### 電影配樂
- 2009《不能沒有你》戴立忍 導演

## 獎項紀錄
| 年份   | 頒獎典禮                   | 獎項             | 影片                   | 角色     | 結果 |
| ------ | -------------------------- | ---------------- | ---------------------- | -------- | ---- |
| 2016年 | 第22屆香港電影評論學會大獎 | 最佳編劇獎       | 念念                   | 不適用   | 獲獎 |
| 2019年 | 第54屆金鐘獎               | 戲劇節目男配角獎 | 日據時代的十種生存法則 | 本田秀夫 | 提名 |

## 外部連結
- Tamio 蔭山征彥的Facebook專頁
- 荫山征彦在香港影庫上的簡介